# San Agustín Régészeti Park
A San Agustín Régészeti Park a mintegy 30 000 lakosú kolumbiai San Agustín város közelében található Huila megye déli részén, a megye székhelyétől, Neivától 227 km-re.
A terület rendkívül ismert prekolumbiánus régészeti lelőhelyeiről, ahova hatalmas turistaáradat érkezik mind belföldről, mind külföldről. Ez jelentős anyagi bevételt jelent. A lelőhelyek a világörökség részei.
Klímája egész évben kellemes, a helyi átlaghőmérséklet 18 °C.

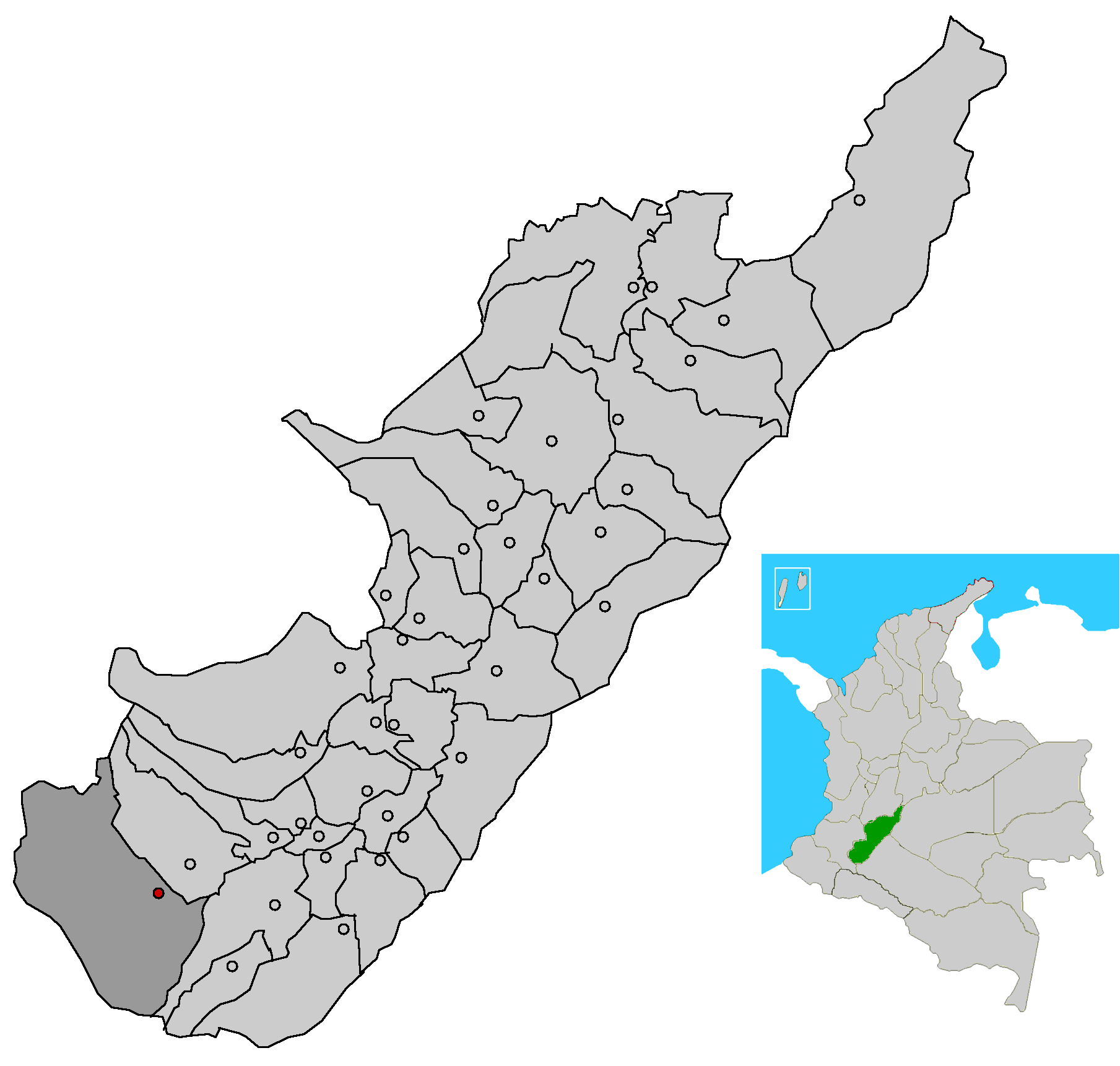
San Agustín elhelyezkedése Huila megyében